# Départements français d'Allemagne
Pour un article plus général, voir Histoire des départements français.
Les départements français d'Allemagne sont d'anciens départements français constitués sur les territoires allemands conquis par la Première République française ou l'Empire napoléonien dans le cadre des guerres de la Révolution et de Napoléon Ier.

## Liste
En 1795 le département des Forêts, construit sur d’anciennes provinces des Pays-Bas autrichiens mais mordant sur l’Allemagne contemporaine. Tout comme l'Ourthe pour quelques communes.
Quatre départements sont formés dans la République cisrhénane, république sœur de la République française, en 1797, puis deviennent partie intégrante de la Première République (puis de l'Empire) lors de l'annexion de la République cisrhénane en 1801 :
- Mont-Tonnerre (chef-lieu : Mayence)
- Rhin-et-Moselle (chef-lieu : Coblence)
- Roer (chef-lieu : Aix-la-Chapelle)
- Sarre (chef-lieu : Trèves)

En 1811, cinq nouveaux départements sont formés lors de l'annexion de nouveaux territoires en Allemagne du Nord :
- Bouches-de-l'Elbe (chef-lieu : Hambourg)
- Bouches-du-Weser (chef-lieu : Brême)
- Ems-Oriental (chef-lieu : Aurich)
- Ems-Supérieur (chef-lieu : Osnabrück)
- Lippe (département) (chef-lieu : Münster)

Ces neuf départements sont supprimés lors de la chute de l'Empire en 1814. De plus, les départements des Forêts et de l'Ourthe, perdent certaines communes au profit de la Prusse en se transformant en la Province de Liège et en le Grand-Duché de Luxembourg. En effet, au Congrès de Vienne, il fut décidé que tous les territoires anciennement luxembourgeois situés à l'est des rivières Our, Sûre et Moselle deviendraient prussiens.